# Festuca dolichantha
Festuca dolichantha är en gräsart som beskrevs av Yi Li Keng och Keng f. Festuca dolichantha ingår i släktet svinglar, och familjen gräs. Inga underarter finns listade i Catalogue of Life.